# Äußere Wetterspitze
Die Äußere Wetterspitze ist ein 3070 m ü. A. hoher Berg in den Stubaier Alpen in Tirol. Sie erhebt sich zwischen Stubai- und Gschnitztal. Im Norden ist der Gipfel durch das Trauljoch von der Südlichen Rötenspitze (2981 m) getrennt, im Süden trennt das Lautererseejoch die Äußere von der etwas niedrigeren Inneren Wetterspitze (3053 m). Die Wetterspitzen gehörten zum Habichtkamm, einem Gebirgskamm, der nahe den Feuersteinen vom Alpenhauptkamm abzweigt und in nordöstlicher Richtung bis zur Elferspitze verläuft. 
Der langgezogene Ostgrat der Äußeren Wetterspitze wird vom Stubaier Höhenweg zwischen der Bremer Hütte und der Innsbrucker Hütte überschritten, oberhalb der sogenannten Hohen und Niederen Burg, zwei kleineren Erhebungen in der Ostflanke der Wetterspitzen.

## Anstiege
Der übliche Anstieg, auch der Weg der Erstbesteiger, folgt dem Stubaier Höhenweg bis zum Burgschrofen, der Stelle, an der der Höhenweg, den Ostgrat der Äußeren Wetterspitze überschreitet. Von dort geht es nördlich in die Plattengrube, dann im Norden des Ostgrats querend hinauf zum Nordgrat, der unterhalb des letzten Gipfelaufschwungs betreten wird. Am Nordgrat geht es knapp links der Gratkante durch einen Kamin (II) empor und weiter auf dem Grat zum Gipfel.

## Einzelnachweise

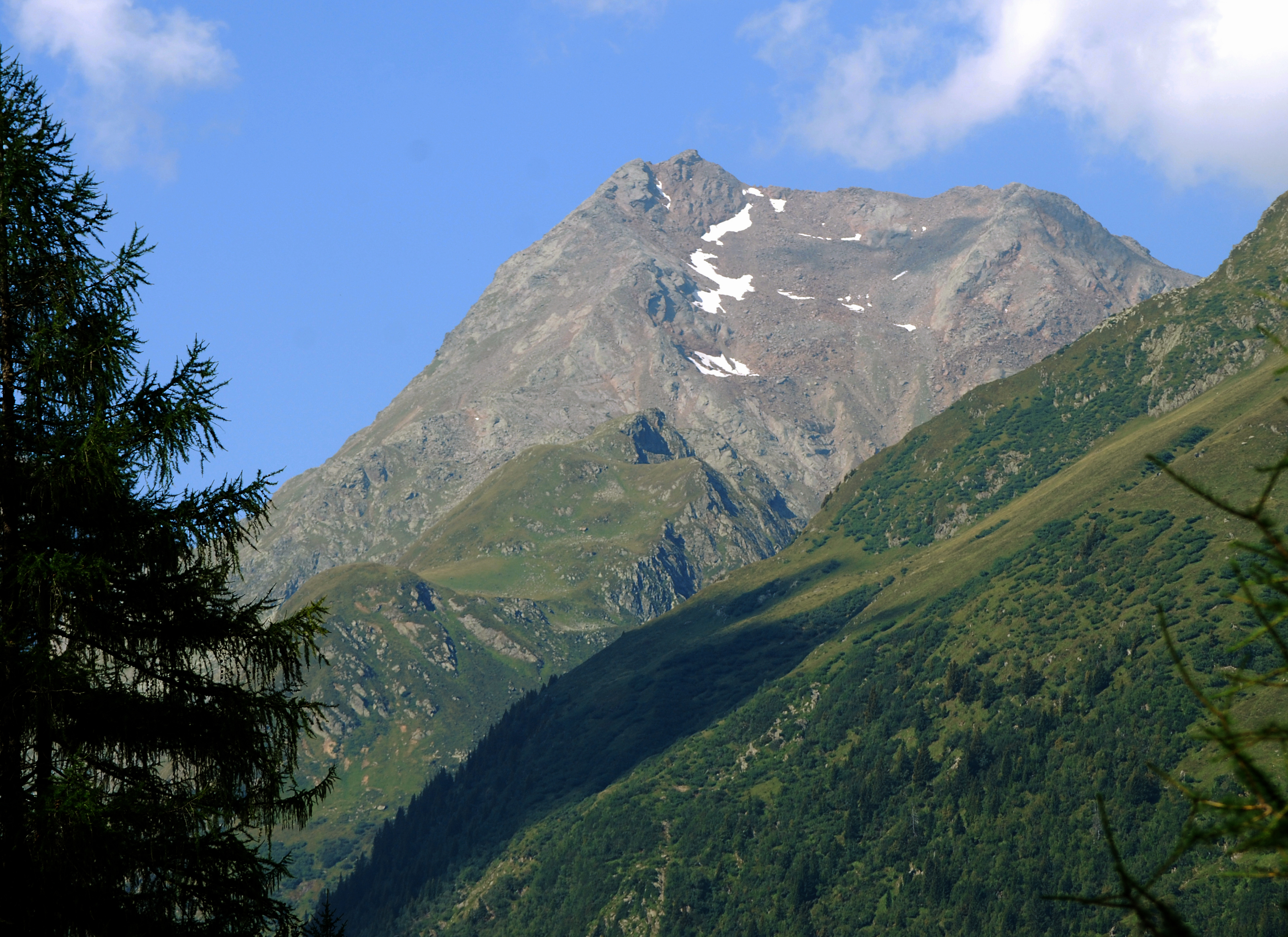
Äußere Wetterspitze von Ostnordost